# Springfield Model 1873
O Springfield Model 1873 "Trapdoor", foi o primeiro rifle de carregamento pela culatra (retrocarga), de uso padrão adotado pelo Exército dos Estados Unidos, 
embora o Springfield Model 1866, seu antecessor, tenha sido usado pelas tropas ao longo da Trilha Bozeman em 1867). 
A arma de tiro único, nas versões longa e carabina, foi amplamente usada nas batalhas subsequentes contra os índios americanos.

## Histórico

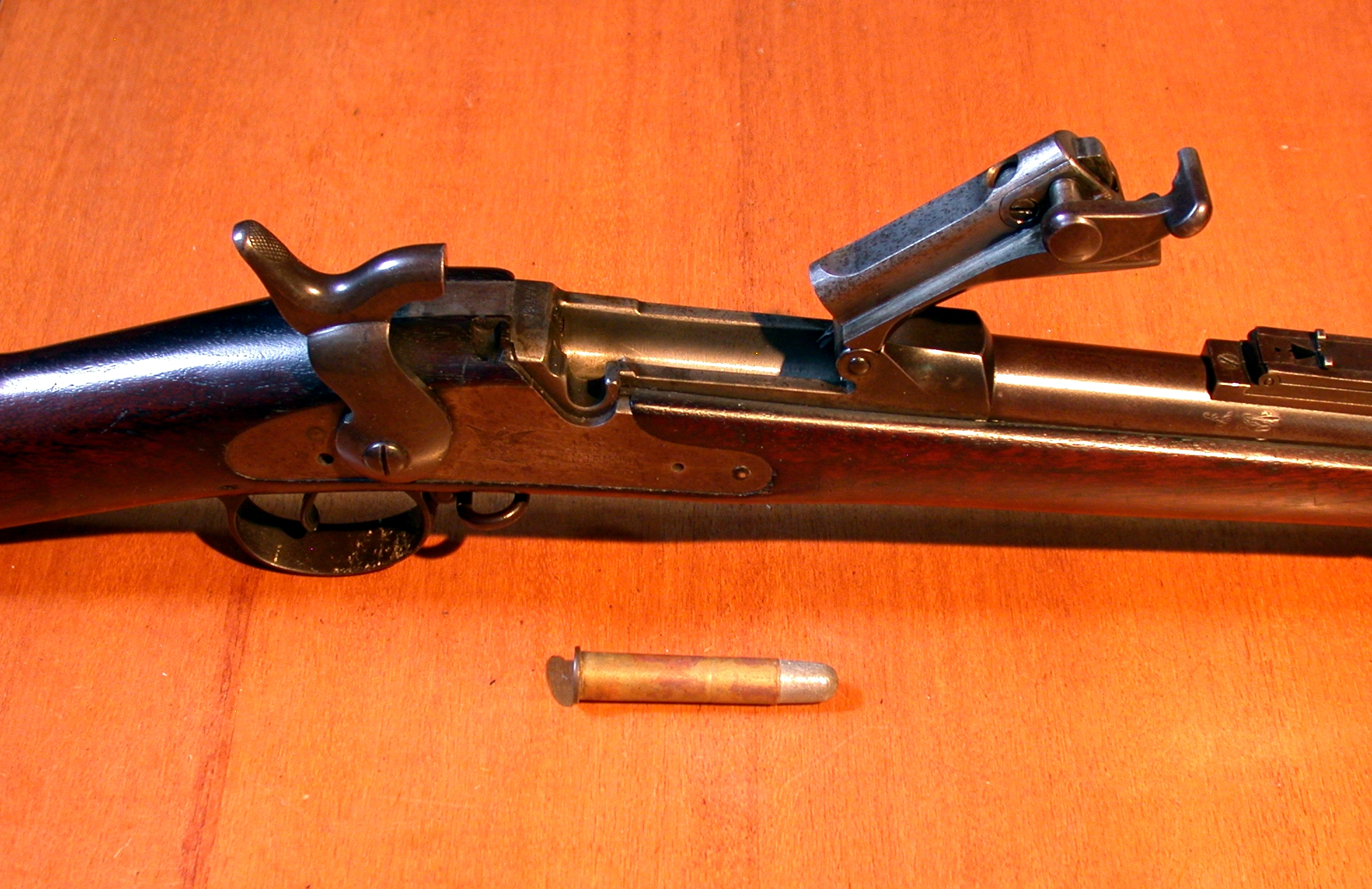
O sistema "trapdoor" aberto.

As origens do Springfield Model 1873, remontam aos últimos dias da Guerra Civil Americana. Erskine S. Allin, o mestre armeiro do Arsenal Springfield, foi encarregado de converter os rifles de carregamento pelo cano (antecarga) para carregamento pela culatra (retrocarga). Levando ao desenvolvimento do Springfield Model 1866, conhecido como "Allin’s Alteration", originalmente no calibre .58 mas logo baixado para .50 após uma série de ensaios em 1866.
Na fronteira, o "Model 1866" teve um desempenho admirável durante vários confrontos com guerreiros indígenas, e ganhou a reputação de arma de fogo confiável. No entanto, havia falhas em seu design, principalmente o bloco da culatra tendia a se abrir quando estava sob pressão. Ansioso para corrigir essa falha, o Departamento de Artilharia do Exército iniciou uma série de testes para encontrar um substituto adequado para o "M1866".
Em 1873, o Departamento de Ordenanças adotou o Springfield No. 99 como a arma de infantaria padrão do Exército dos EUA. Mais tarde, o designou de Springfield Model 1873 e foi apelidado de "Springfield Trapdoor", devido ao sistema de abertura do bloco da culatra ser parecido com o de uma escotilha ("Trapdoor"), no qual um soldado tinha que abrir o bloco da culatra para cima e inserir um único cartucho por vez.
O modelo do "rifle de infantaria" apresentava um cano de 32 ⅝ polegadas (829 mm) no calibre .45-70, enquanto o modelo "carabina de cavalaria" usava um cano de 22 polegadas (560 mm) num calibre exatamente do mesmo tamanho, apenas com carga um pouco menor de pólvora, o .45-55, sendo que o "55", significa 55 grãos (3,56 gramas) de pólvora.
O "Model 1873" serviria às forças armadas americanas pelos próximos vinte anos, sendo substituído por um modelo aprimorado, o Springfield Model 1884, também no calibre .45-70.